# Caucho PTC

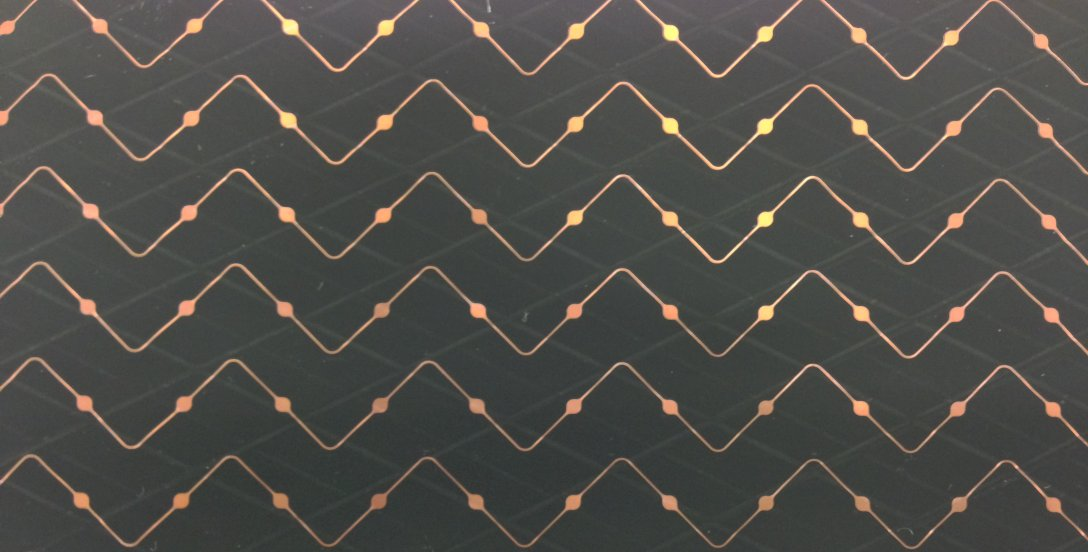
Caucho PTC, un material para el que la resistividad crece exponencialmente con el aumento de la temperatura hasta una temperatura en la que deja de conducir la electricidad. Por encima de esa temperatura el material es un aislante eléctrico.

El caucho PTC  es un caucho de silicona que conduce la electricidad con una resistividad que aumenta exponencialmente con el aumento de la temperatura para todas las temperaturas hasta una temperatura en la que la resistividad crece hasta el infinito. Por encima de esta temperatura, el caucho PTC es un aislante eléctrico . El caucho PTC está hecho de polidimetilsiloxano (PDMS) cargado con nanopartículas de carbono . PTC significa coeficiente de temperatura positivo .

## Propiedades
Si la fuerza del campo eléctrico dentro del material es suficientemente grande (normalmente mayor que 30 V/mm), las nanopartículas de carbono desencadenan una corriente de efecto de túnel mecánico cuántico para fluir a través del material. La contribución de un gran número de pequeñas corrientes de efecto túnel puede sumarse a corrientes macroscópicas en el rango de amperios . El efecto de túnel mecánico cuántico dentro del material depende mucho de la temperatura. La corriente disminuye exponencialmente con el aumento de la temperatura. Esto significa que la resistividad del material crece exponencialmente con el aumento de temperatura. A una temperatura específica, la corriente de efecto túnel mecánico cuántico cesa. A temperaturas superiores a ésta, el caucho PTC es un aislante eléctrico y no puede circular ninguna corriente eléctrica. Esta temperatura puede ajustarse entre 32 y 176 F (0 y 80 C) durante la producción del caucho PTC. Por tanto, el caucho PTC es un material PTC con características PTC muy fuertes. De hecho, el caucho PTC tiene el mayor efecto PTC de todos los materiales conocidos y en un amplio rango de temperaturas. Tiene propiedades PTC para todas las temperaturas.

## Aplicaciones
El cobre se conecta a su vez a una tensión para proporcionar el campo eléctrico en el interior del material necesario para desencadenar el efecto túnel . Las láminas se pueden formar en cualquier forma y tamaño.
Las láminas de goma PTC pueden utilizarse como calentadores PTC delgados y flexibles. Estos calentadores proporcionarán una gran potencia cuando estén fríos y se calentarán rápidamente hasta una temperatura constante y permanecerán allí prácticamente sin ser afectados por los cambios en las condiciones ambientales. Se pueden alimentar con cualquier voltaje entre 5 y 230 V, AC o DC.
El material de caucho PTC es un calentador autorregulado. Produce la misma cantidad de calor en cada punto del calentador que se conduce y irradia lejos del calentador al objeto al que está conectado ya su entorno. Está en constante equilibrio térmico con el entorno, punto por punto. Una medida de la potencia producida por el calentador es en realidad una medida de la transferencia de calor entre el calentador y el objeto. Por tanto, se puede utilizar como sensor de transferencia de calor.